# Afsnit af Løvernes Garde
Dette er en oversigt over afsnittene for tv-serien Løvernes Garde.

## Serieoversigt
| Sæson | Sæson | Afsnit | Oprindelig sendedato | Oprindelig sendedato |
| Sæson | Sæson | Afsnit | Start                | Slut                 |
| ----- | ----- | ------ | -------------------- | -------------------- |
|       | 1     | 28     | 22. november 2015    | 21. april 2017       |
|       | 2     | 30     | 7. juli 2017         | 22. april 2019       |
|       | 3     | 20     | 3. august 2019       | 3. november 2019     |

## Afsnit

### Sæson 1 (2015–2017)
| Nr.      | Nr.     | Titel                                                                       | Instruktør                   | Forfatter                              | Oprindelig sendedato | Produktionskode |
| I serien | I sæson | Titel                                                                       | Instruktør                   | Forfatter                              | Oprindelig sendedato | Produktionskode |
| -------- | ------- | --------------------------------------------------------------------------- | ---------------------------- | -------------------------------------- | -------------------- | --------------- |
| 1–2      | 1–2     | "The Lion Guard: Return of the Roar" "Løvernes Garde - Brøler igen"         | Howy Parkins                 | Ford Riley                             | 22. november 2015    |                 |
| 3        | 3       | "The Rise of Makuu" "Makuus opstand"                                        | Howy Parkins                 | Ford Riley                             | 15. januar 2016      | 103             |
| 4        | 4       | "Bunga the Wise" "Bunga den vise"                                           | Howy Parkins                 | John Loy                               | 22. januar 2016      | 104             |
| 5        | 5       | "Never Judge a Hyena by Its Spots" "Man skal ikke skue hyænen på pletterne" | Howy Parkins                 | Kevin Hopps, John Loy, og Ford Riley   | 15. januar 2016      | 105             |
| 6        | 6       | "Can't Wait to Be Queen" "Meget snart dronning"                             | Howy Parkins                 | Jack Monaco, John Loy, og Ford Riley   | 29. januar 2016      | 106             |
| 7        | 7       | "Eye of the Beholder" "Beskuerens øje"                                      | Howy Parkins                 | Jack Monaco, John Loy, og Ford Riley   | 5. februar 2016      | 107             |
| 8        | 8       | "The Kupatana Celebration" "Kupatana-festdagen"                             | Howy Parkins                 | Elise Allen, John Loy, og Ford Riley   | 12. februar 2016     | 108             |
| 9        | 9       | "Fuli's New Family" "Fulis nye familie"                                     | Howy Parkins                 | Elise Allen, John Loy, og Ford Riley   | 19. februar 2016     | 109             |
| 10       | 10      | "The Search for Utamu" "Jagten på Utamu"                                    | Howy Parkins                 | Elise Allen, John Loy, og Ford Riley   | 26. februar 2016     | 110             |
| 11       | 11      | "Follow That Hippo!" "Følg efter flodhesten"                                | Howy Parkins                 | John Loy                               | 18. marts 2016       | 111             |
| 12       | 12      | "The Call of the Drongo" "Drongoens sang"                                   | Howy Parkins                 | Elise Allen og Kevin Hopps             | 25. marts 2016       | 112             |
| 13       | 13      | "Paintings and Predictions" "Maleriske forudsigelser"                       | Howy Parkins                 | Elise Allen og Kevin Hopps             | 1. april 2016        | 113             |
| 14       | 14      | "The Mbali Fields Migration" "Vandring til Mbali-markerne"                  | Howy Parkins                 | Elise Allen, John Loy, og Ford Riley   | 22. april 2016       | 114             |
| 15       | 15      | "Bunga and the King" "Bunga og Kongen"                                      | Howy Parkins                 | Jack Monaco                            | 29. april 2016       | 115             |
| 16       | 16      | "Never Roar Again" "Det sidste brøl"                                        | Howy Parkins                 | Jack Monaco                            | 18. november 2016    | 116             |
| 17       | 17      | "The Imaginary Okapi" "Beshtes fantasiven"                                  | Howy Parkins                 | John Loy                               | 8. juli 2016         | 117             |
| 18       | 18      | "Too Many Termites" "Alt for mange termitter"                               | Howy Parkins                 | Elise Allen                            | 15. juli 2016        | 118             |
| 19       | 19      | "The Trouble with Galagos" "Galago-problemer"                               | Howy Parkins                 | Elise Allen                            | 5. august 2016       | 119             |
| 20       | 20      | "Janja's New Crew" "Janjas nye slæng"                                       | Howy Parkins                 | Kevin Hopps                            | 26. august 2016      | 120             |
| 21       | 21      | "Baboons!" "Bavianer"                                                       | Howy Parkins                 | Kevin Hopps og Jack Monaco             | 23. september 2016   | 121             |
| 22       | 22      | "Beware the Zimwi" "Den farlige Zimwi"                                      | Howy Parkins                 | Jack Monaco                            | 14. oktober 2016     | 122             |
| 23       | 23      | "Lions of the Outlands" "Ødemarkens løver"                                  | Howy Parkins og Tom Derosier | Kevin Hopps, Ford Riley, og John Loy   | 11. november 2016    | 123             |
| 24       | 24      | "Beshte and the Hippo Lanes" "Beshte og flodhestestierne"                   | Howy Parkins                 | John Loy, Chelsea Beyl, og Jack Monaco | 17. marts 2017       |                 |
| 25       | 25      | "The Trail to Udugu" "Vejen til Udugu"                                      | Howy Parkins og Tom Derosier | Kendall Michele Haney og Elise Allen   | 6. januar 2017       | 125             |
| 26       | 26      | "Ono's Idol" "Onos idol"                                                    | Howy Parkins                 | Jack Monaco                            | 24. februar 2017     | 126             |
| 27       | 27      | "The Lost Gorillas" "Gorillaer på afveje"                                   | Howy Parkins og Tom Derosier | Elise Allen                            | 2. december 2016     | 127             |
| 28       | 28      | "Ono the Tickbird" "Oksehakkeren Ono"                                       | Howy Parkins                 | Elise Allen                            | 21. april 2017       | 128             |

### Sæson 2 (2017–2019)
| Nr.      | Nr.     | Titel                                                                     | Instruktør                   | Forfatter                              | Oprindelig sendedato | Produktionskode |
| I serien | I sæson | Titel                                                                     | Instruktør                   | Forfatter                              | Oprindelig sendedato | Produktionskode |
| -------- | ------- | ------------------------------------------------------------------------- | ---------------------------- | -------------------------------------- | -------------------- | --------------- |
| 29       | 1       | "Babysitter Bunga"                                                        | Howy Parkins                 | Elise Allen                            | 7. juli 2017         | 201             |
| 30       | 2       | "The Savannah Summit" "Stormøde på savannen"                              | Howy Parkins og Tom Derosier | Jack Monaco                            | 7. juli 2017         | 202             |
| 31–32    | 3–4     | "The Lion Guard: The Rise of Scar" "Løvernes Garde - Scar vender tilbage" | Howy Parkins                 | Ford Riley                             | 29. juli 2017        | 205             |
| 33       | 5       | "Let Sleeping Crocs Lie" "Væk ikke en slumrende krokodille"               | Howy Parkins                 | Elise Allen                            | 11. august 2017      | 207             |
| 34       | 6       | "Swept Away" "Skyllet væk"                                                | Howy Parkins og Tom Derosier | Jack Monaco                            | 15. september 2017   |                 |
| 35       | 7       | "Ono and the Egg" "Ono og ægget"                                          | Howy Parkins og Tom Derosier | Elise Allen                            | 21. juli 2017        | 209             |
| 36       | 8       | "The Traveling Baboon Show" "Den omrejsende bavian-show"                  | Howy Parkins                 | John Loy                               | 14. juli 2017        | 208             |
| 37       | 9       | "Rafiki's New Neighbors" "Rafikis nye naboer"                             | Howy Parkins                 | Laura Sreenby og Krista Tucker         | 22. september 2017   |                 |
| 38       | 10      | "Rescue in the Outlands" "Redningsaktion i Ødemarken"                     | Howy Parkins og Tom Derosier | Elise Allen                            | 29. september 2017   |                 |
| 39       | 11      | "The Bite of Kenge" "Kenges bid"                                          | Howy Parkins                 | Krista Tucker                          | 3. november 2017     | 213             |
| 40       | 12      | "The Morning Report" "Morgenrapporten"                                    | Howy Parkins og Tom Derosier | Jack Monaco                            | 8. januar 2018       |                 |
| 41       | 13      | "The Ukumbusho Tradition" "Ukumbusho-traditionen"                         | Howy Parkins                 | Jack Monaco                            | 27. oktober 2017     |                 |
| 42       | 14      | "The Golden Zebra" "Den gyldne zebra"                                     | Howy Parkins                 | Elise Allen                            | 9. januar 2018       | 216             |
| 43       | 15      | "The Little Guy" "Den lille fyr"                                          | Howy Parkins og Tom Derosier | Gus Constantellis                      | 10. januar 2018      | 217             |
| 44       | 16      | "The Wisdom of Kongwe" "Kongwes visdom"                                   | Howy Parkins                 | Jack Monaco                            | 3. april 2018        | 218             |
| 45       | 17      | "Divide and Conquer" "Del og hersk"                                       | Tom Derosier                 | John Loy                               | 11. januar 2018      |                 |
| 46       | 18      | "The Kilio Valley Fire" "Brand i Kilio-dalen"                             | Howy Parkins                 | Elise Allen                            | 4. april 2018        |                 |
| 47       | 19      | "Timon and Pumbaa's Christmas" "Timon og Pumbas jul"                      | Howy Parkins                 | Ford Riley, John Loy, og Krista Tucker | 8. december 2017     | 221             |
| 48       | 20      | "The Scorpion's Sting" "Skorpionstikket"                                  | Howy Parkins og Tom Derosier | Krista Tucker                          | 2. april 2018        | 222             |
| 49       | 21      | "Undercover Kinyonga" "Spionen Kinyonga"                                  | Howy Parkins                 | Don Gillies                            | 5. april 2018        |                 |
| 50       | 22      | "Cave of Secrets" "Hemmelighedernes grotte"                               | Howy Parkins og Tom Derosier | Jack Monaco                            | 4. september 2018    |                 |
| 51       | 23      | "The Zebra Mastermind" "Zebra-geniet"                                     | Howy Parkins                 | John Loy og Don Gillies                | 5. september 2018    |                 |
| 52       | 24      | "The Hyena Resistance" "Modstandshyænerne"                                | Howy Parkins og Tom Derosier | Kendall Michele Haney                  | 6. september 2018    | 226             |
| 53       | 25      | "The Underground Adventure" "Et underjordisk eventyr"                     | Howy Parkins                 | Elise Allen                            | 7. september 2018    | 227             |
| 54       | 26      | "Beshte and the Beast" "Beshte og udyret"                                 | Howy Parkins og Tom Derosier | Elise Allen                            | 12. november 2018    | 228             |
| 55       | 27      | "Pride Landers Unite!" "Kongeslettens dyr, forén jer!"                    | Howy Parkins                 | Jack Monaco                            | 21. januar 2019      |                 |
| 56       | 28      | "The Queen's Visit" "Besøg af Dronningen"                                 | Howy Parkins og Tom Derosier | Don Gillies og John Loy                | 18. februar 2019     | 230             |
| 57       | 29      | "The Fall of Mizimu Grove" "Mizimu-lundens fald"                          | Howy Parkins                 | Kendall Michele Haney                  | 25. marts 2019       |                 |
| 58       | 30      | "Fire from the Sky" "Det regner med ild"                                  | Howy Parkins og Tom Derosier | Jack Monaco                            | 22. april 2019       | 232             |

### Sæson 3 (2019)
| Nr.      | Nr.     | Titel                                                                                  | Instruktør                   | Forfatter                                                     | Oprindelig sendedato | Produktionskode |
| I serien | I sæson | Titel                                                                                  | Instruktør                   | Forfatter                                                     | Oprindelig sendedato | Produktionskode |
| -------- | ------- | -------------------------------------------------------------------------------------- | ---------------------------- | ------------------------------------------------------------- | -------------------- | --------------- |
| 59–60    | 1–2     | "The Lion Guard: Battle for the Pride Lands" "Løvernes Garde - Slaget om Kongesletten" | Howy Parkins                 | Ford Riley                                                    | 3. august 2019       | 301–302         |
| 61       | 3       | "The Harmattan" "Harmattanen"                                                          | Howy Parkins og Tom Derosier | Gus Constantellis                                             | 7. september 2019    |                 |
| 62       | 4       | "Ghost of the Mountain" "Spøgelset i bjerget"                                          | Howy Parkins                 | Kendall Michele Haney                                         | 14. september 2019   |                 |
| 63       | 5       | "The Accidental Avalanche" "Løvebrøls-lavinen"                                         | Howy Parkins og Tom Derosier | John Loy og Elise Allen                                       | 8. september 2019    |                 |
| 64       | 6       | "Marsh of Mystery" "Mysteriemosen"                                                     | Howy Parkins                 | Kendall Michele Haney                                         | 15. september 2019   |                 |
| 65       | 7       | "Journey of Memories" "Med minderne som kompas"                                        | Howy Parkins og Tom Derosier | Jennifer Skelly                                               | 22. september 2019   |                 |
| 66       | 8       | "The Race to Tuliza" "Kapløb for tuliza"                                               | Howy Parkins                 | Kent Redeker                                                  | 28. september 2019   |                 |
| 67       | 9       | "Mama Binturong"                                                                       | Howy Parkins                 | Gus Constantellis                                             | 29. september 2019   |                 |
| 68       | 10      | "Friends to the End" "Venner for evigt"                                                | Tom Derosier                 | Alison Taylor                                                 | 5. oktober 2019      |                 |
| 69       | 11      | "Dragon Island" "Drageøen"                                                             | Howy Parkins og Tom Derosier | Alison Taylor                                                 | 21. september 2019   |                 |
| 70       | 12      | "The Tree of Life" "Livets træ"                                                        | Howy Parkins                 | Kendall Michele Haney                                         | 6. oktober 2019      |                 |
| 71       | 13      | "Little Old Ginterbong" "Den lille, gamle ginterbong"                                  | Howy Parkins                 | Gus Constantellis                                             | 13. oktober 2019     |                 |
| 72       | 14      | "The River of Patience" "Tålmodighedens flod"                                          | Tom Derosier                 | Jennifer Skelly                                               | 12. oktober 2019     |                 |
| 73       | 15      | "Poa the Destroyer" "Ødelæggeren Poa"                                                  | Tom Derosier                 | Allison Taylor, Kendall Michele Haney, John Loy og Ford Riley | 19. oktober 2019     |                 |
| 74       | 16      | "The Lake of Reflection" "Spejlmindernes sø"                                           | Tom Derosier                 | Jennifer Skelly                                               | 26. oktober 2019     |                 |
| 75       | 17      | "Triumph of the Roar" "Brølets triumf"                                                 | Howy Parkins                 | John Loy                                                      | 27. oktober 2019     |                 |
| 76       | 18      | "Long Live the Queen" "Længe leve dronningen"                                          | Howy Parkins                 | Ford Riley og Kendall Michele Haney                           | 20. oktober 2019     |                 |
| 77       | 19      | "Return to the Pride Lands" "Tilbage til Kongesletten"                                 | Howy Parkins og Tom Derosier | Kendall Michele Haney og Ford Riley                           | 3. november 2019     |                 |
| 78       | 20      | "Journey to the Pride Lands" "Rejsen til Kongesletten"                                 | Ford Riley                   | Kent Redeker, Kendall Michele Haney, John Loy og Ford Riley   | 2. november 2019     |                 |